# Klosterkirche (Münsterschwarzach, romanischer Vorgängerbau)

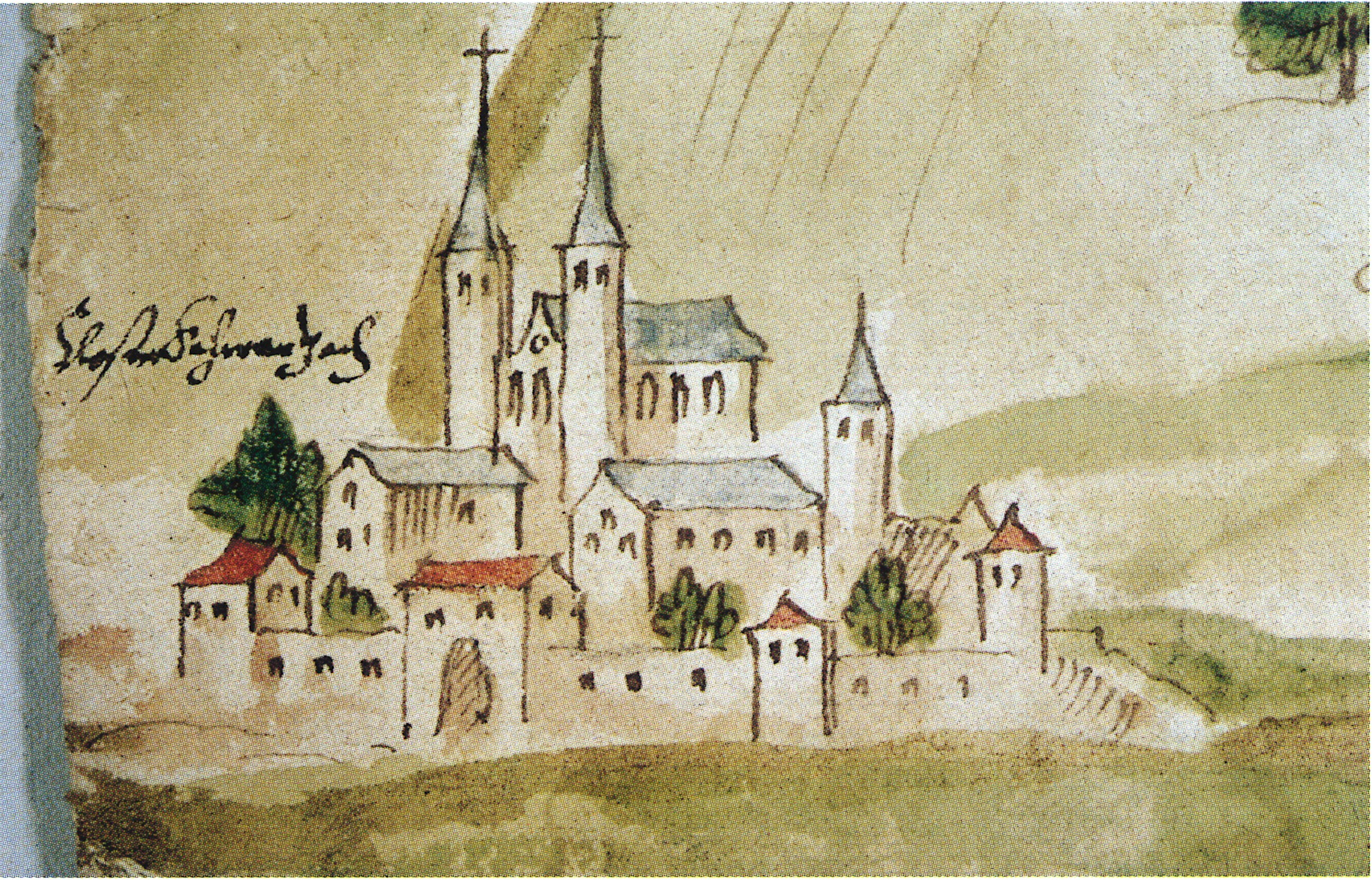
Die Kirche auf einem Gemarkungsplan des Jahres 1616

Die romanische Klosterkirche (auch Walther-Egbert-Kirche) in Münsterschwarzach war der Vorgängerbau der sogenannten Balthasar-Neumann-Kirche des Benediktinerklosters. Die Kirche bestand, mehrfach umgebaut, vom Jahr 1023 bis 1718. Zuvor hatte bereits ein karolingischer Kirchenbau am nahezu gleichen Platz gestanden.

## Baugeschichte

### Vorgeschichte
Bereits im späten 8. Jahrhundert existierte ein Frauenkloster auf dem Gebiet des heutigen Münsterschwarzach. Im Jahr 783 errichteten die Nonnen des Klosters eine erste, karolingische Klosterkirche, die den Heiligen Dionysius, Martin von Tours und dem Ordensgründer Benedikt unterstellt wurde. Wenige Jahrzehnte nach der Weihe verließen allerdings die Nonnen das Gelände und siedelten sich im Neumünster in Zürich an.
Mit dem Jahr 877 erreichten Mönche aus dem nahen Steigerwald den Main und besiedelten die leerstehenden Gebäude neu. Um 880 begannen sie mit dem Bau eines neuen Gotteshauses, da sich die liturgischen Anforderungen inzwischen gewandelt hatten. War zuvor ein freistehender Campanile neben der Kirche als Glockenturm genutzt worden, ersetzte man ihn nun durch einen Vierungsturm. Erst im 11. Jahrhundert veranlassten die neuen Herren über die Abtei, die Bischöfe von Würzburg, die Mönche zur Errichtung einer neuen Kirche im Stil der Romanik.

### Die Walther-Egbert-Basilika
Unter Abt Walther I., dem dritten Abt nach der Zeit der Kommendataräbte, begann der Neubau. Im Jahr 1023 weihte der Würzburger Bischof Meginhard I. die neue Kirche, die heute zur Unterscheidung Walther-Basilika genannt wird. Bereits 1062, zu dieser Zeit war der heilige Egbert Abt, erfolgten umfassende Erneuerungen des Gebäudes. Mit der Weihe der Krypta am 9. September 1066 durch Bischof Adalbero war diese erste Erweiterung vollendet, die sogenannte Walther-Egbert-Kirche war entstanden.
Weitere Veränderungen wurden im Jahr 1152 vorgenommen. Am 19. November dieses Jahres unterstellte Gebhard von Henneberg eine Paradiesvorhalle im Westen des Gotteshauses dem Schutz Gottes, zuvor war im Inneren ein Prunksarkophag für die Klostergründer aufgestellt worden. Wohl im Jahr 1230 erfolgte der Bau zweier Glockentürme, die ebenfalls im Westen an die bestehende Kirche angebaut wurden. Türme fehlten der Kirche zuvor.
Am Ende des 14. Jahrhunderts stürzte das Chorjoch mit der Hauptapsis ein und musste bis ins Jahr 1380 wiederaufgebaut werden. Eventuell ließ Abt Kraft von Buchheim die neuen Gebäudeteile im Stil der Gotik neu errichten. Das 16. Jahrhundert brachte den Anbau eines verkürzten Querhausarmes, der eine Chororgel aufnahm. 1557 wurde der Mönchschor eingewölbt, 1576 auch die übrigen Teile der Kirche.
Umstritten ist die Errichtung eines großen, achteckigen Dachreiters im Jahr 1571, der als dritter Glockenturm diente. Ob die Bautätigkeit in die Zeit des Abtes Johannes Burckhardt fiel, wird aufgrund der Häufigkeit des Namens Johannes unter den Prälaten in Frage gestellt. Eventuell erfolgte die Errichtung erst im Zuge der Barockisierung zu Beginn des 17. Jahrhunderts. Mit dem Dreißigjährigen Krieg kamen die Erneuerungen zum Erliegen.
Unter Abt Augustin Voit erfolgte die umfassende Innenausstattungserneuerung im Stil des Barock. 1694 wurde zunächst ein neuer Chorhauptaltar errichtet, 1696 und 1700 erneuerte man in zwei Phasen die übrigen Altäre im Kircheninneren. Zu Beginn des 18. Jahrhunderts begann die Planung zur Errichtung einer neuen, barocken Kirche. Heute werden die erhaltenen Reste im Boden vom Bayerischen Landesamt für Denkmalpflege als Bodendenkmal unter der Nummer D-6-6127-0062 eingeordnet.

## Beschreibung

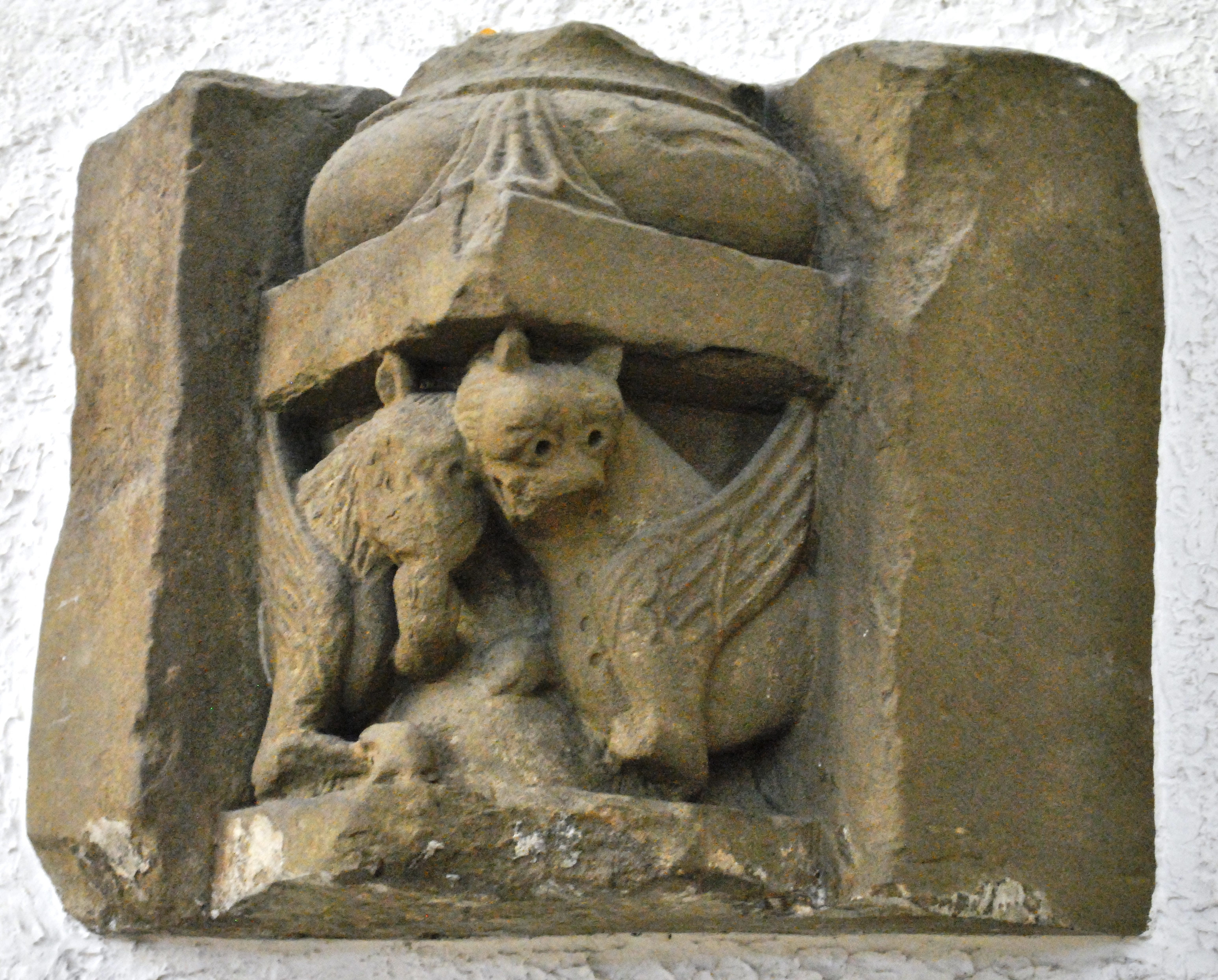
Ein Eckstein mit zwei Greifen aus der alten Paradieshalle oder dem Kreuzgang

Nach dem Neubau präsentierte sich die Walther-Kirche als dreischiffige Säulenbasilika. Sie schloss im Osten gerade ab und wurde von einem steilen Satteldach bekrönt. Die Nordseite wies in den Obergaden drei Rundbogenfenster auf, während auf der Südseite lediglich zwei angebracht waren. Die Westfassade war durch eine Portalanlage, zwei Rundbogenfenster und einem Okulus gegliedert. Die Gliederung der Ostseite ist ungeklärt.
Die Erweiterung unter Abt Egbert begann mit dem Bau einer Krypta unterhalb des Mönchschors. Die Kirche war querhauslos und entstand wiederum als dreischiffige Basilika. Die Ostseite war durch drei Apsiden gegliedert. Dieser Aufbau war im 11. und 12. Jahrhundert häufig vertreten. Die Glockentürme des 13. Jahrhunderts waren durch drei umlaufende Simse gegliedert und wiesen unregelmäßig angebrachte Rundbogenfenster an.
Abt Sigehard war für den Bau einer Paradiesvorhalle im Westen verantwortlich. Der querrechteckige Baukörper wies zwei Geschosse auf und schloss mit einem niedrigen Satteldach ab. Zwei Durchgänge führten ins Kircheninnere. Nach dem Einsturz der Hauptapsis entstand der Ostteil wohl mit Gewölbedecken und Maßwerkfenstern neu. Später, eventuell 1619, wurde dem Ostteil ein achteckiger Dachreiter aufgesetzt, dem eine welsche Haube aufgesetzt wurde.
Im Inneren überwogen die Säulen. Sie trennten zunächst, als Paare, in der Walther-Basilika, das Mittelschiff von den Seitenschiffen. Ein podestartiger Aufbau im Osten trennte das Schiff vom Bereich des Chores. Die Erweiterung des Jahres 1066 war mit einer Erhöhung von zwei auf fünf Säulenpaare verbunden. Unter Abt Gozwin verlängerte man den Chorbereich und ließ im Unterbau einen kapellenartigen Raum anlegen.

## Ausstattung

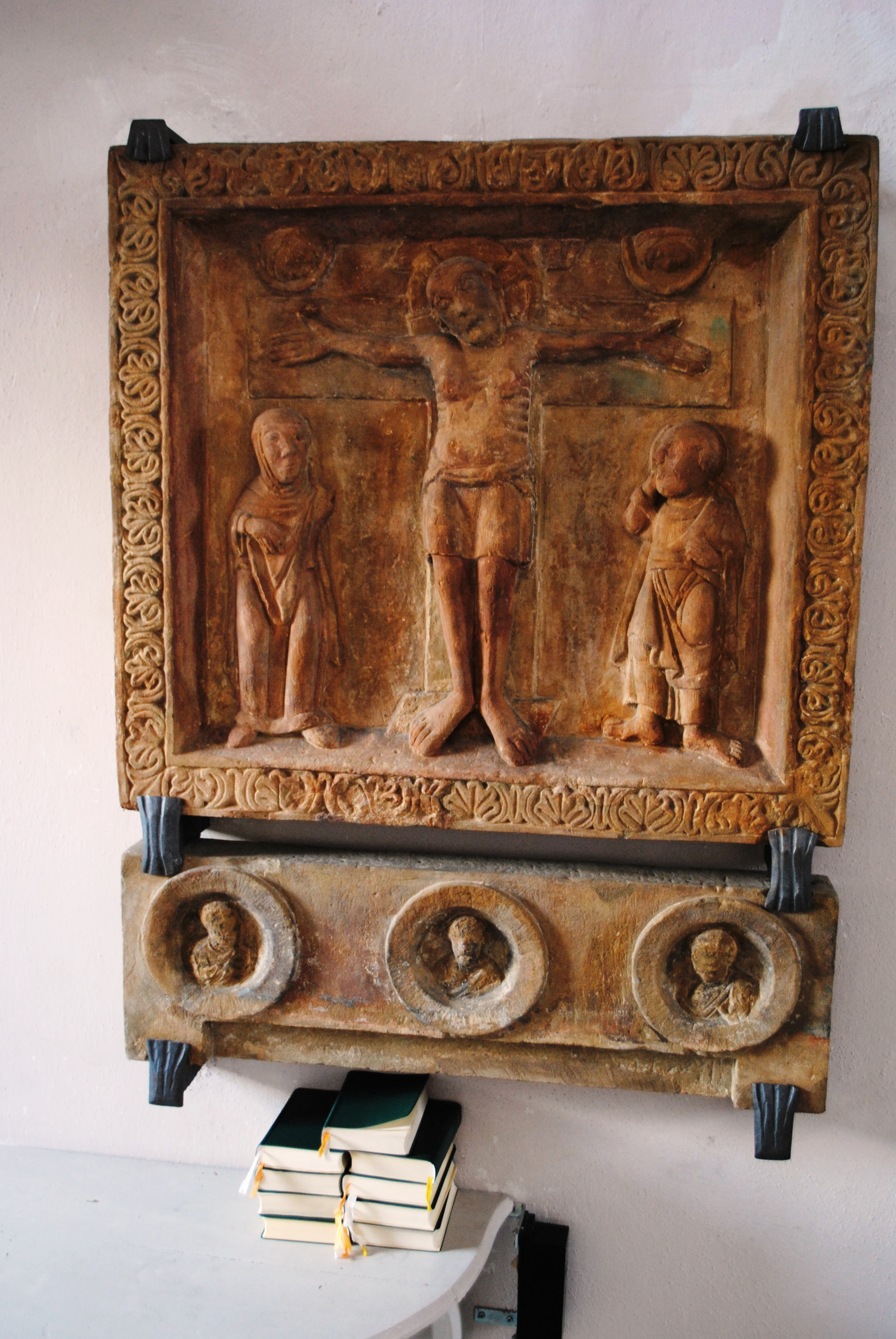
Das Kreuzigungsrelief in der Dimbacher Kirche

Die Ausstattung der Walther-Egbert-Kirche ist nur fragmentarisch in den Quellen überliefert. Die ursprünglich rein romanische Einrichtung wurde im Zuge der vielen Veränderungen des Mittelalters „gotisiert“. Ab dem 17. Jahrhundert begann dann die Umgestaltung im Stil des Barock.

### Kreuzigungsrelief
Das sogenannte Kreuzigungsrelief entstand bereits in der zweiten Hälfte des 11. Jahrhunderts in der klostereigenen Werkstatt. Es stellt eine der ältesten, fränkischen Steinplastiken überhaupt dar. Im Zuge des Neubaus der Klosterkirche im 18. Jahrhundert schaffte man das Relief in die Kirche St. Maria de Rosario in das Klosterdorf Dimbach. Hier wurde die Plastik zunächst außen aufbewahrt, bevor man sie ins Kircheninnere verbrachte.
Das Relief hat eine Höhe von 76 cm und misst in der Breite 83 cm. Oberhalb des eigentlichen Reliefs befindet sich eine querrechteckige Platte mit drei Brustbildern, die sich in Medaillons präsentieren. Ein stilisierter Palmettenfries umgibt das Kreuzigungsrelief. Dargestellt ist eine Kreuzigungsgruppe. Das Kreuz weist breite Balken auf. Oben ist ein Schriftschild, unten ein Suppedaneum angebracht. Unterhalb der Querbalken finden sich die Assistenzfiguren Marias und Johannes’. Oberhalb erkennt man Medaillons von Sol und Luna.

### Sarkophag und Lettner
Ein weiteres, altes Ausstattungselement befand sich mit dem steinernen Sarkophag zentral in der Mitte des Kirchenschiffs. Er entstand im Jahre 1151 und wurde von Abt Sigehard in Auftrag gegeben. Der Sarkophag war für die Gebeine der Klostergründer Megingaud und Imma errichtet worden, die aus dem Steigerwald hierher transferiert wurden. Ebenso wurden hier die Knochen der Äbte Egbert und Burkard I., sowie des Würzburger Bischofs Erlung aufbewahrt. Der Sarkophag diente vor allem als Gedenkstätte.
Die innere Gliederung der Kirche geschah lange Zeit durch einen Lettner, der den Bereich des Mönchschores vom Kirchenschiff trennte. Ein, seit 1558 überliefertes, umlaufendes Chorgestühl bot den Mönchen Sitzplätze. Die besonders geschmückten Stallen in der Mitte waren den Klosteroberen und dem Abt vorbehalten. Im Jahr 1694, im Zuge der Barockisierung, ließ Abt Augustin Voit den Lettner abreißen und verlängerte so das Kirchenschiff erheblich.

### Glocken
Die Glocken der Kirche wurden unter dem Abt Johannes IV. Burckhardt im 16. Jahrhundert zum größten Teil erneuert. Welche Glocken zuvor in den beiden Westtürmen hingen ist allerdings unklar. Vier kleine Glocken sollen, wenn dieser Bauteil bereits fertiggestellt war, im Dachreiter angebracht worden sein. Es handelte sich um die Metten-, die Vesper-, die Nonglocke und eine Neugegossene mit der Inschrift „Gott allein die Ehre!“
Im Jahr 1583 wurden drei weitere Glocken angeschafft, die in den beiden Türmen aufgehängt wurden. Die größte trug die Inschrift „Vivit post funera virtus“ und war mit Heiligenbildern und dem Abtswappen verziert. Die mittlere, sogenannte St.-Benedikts-Glocke erhielt den Spruch „Die Tugend lebt nach dem Tod weiter“; diesen Spruch wies auch die kleinste der drei auf. Die beiden größeren Glocken wurden im Dreißigjährigen Krieg zerstört, während die kleinste heute in der Kreuzkirche in Stadtschwarzach zu finden ist.

### Orgel

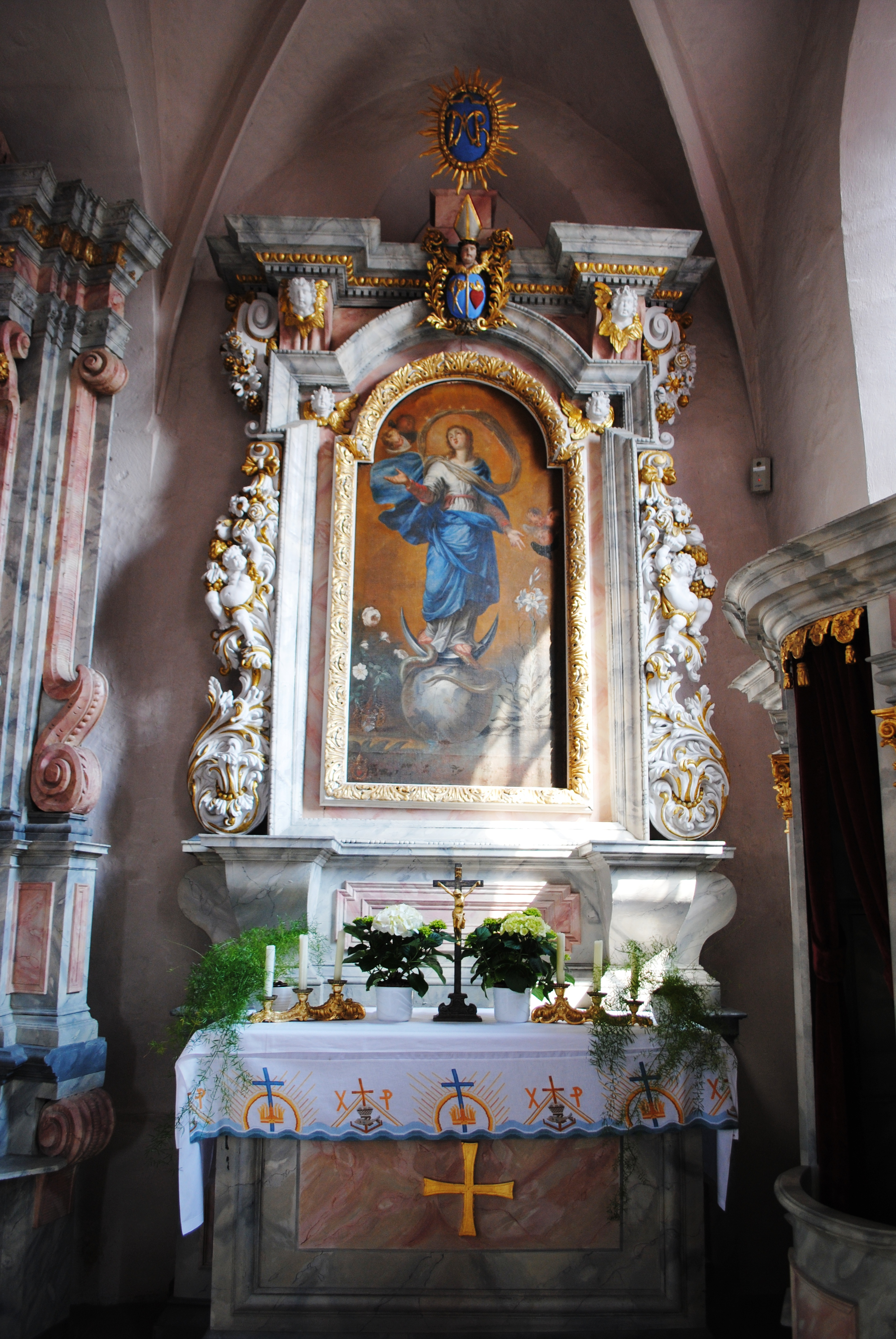
Der Marienaltar in der Dimbacher Kirche

Erste Nachrichten über eine Orgel in der Klosterkirche von Münsterschwarzach stammen aus dem Jahr 1546. Das Instrument war im Schmalkaldischen Krieg schwer beschädigt worden und musste ausgebessert werden. Eine neue Orgel entstand im Jahr 1581 und wurde von Matthias Eckstein aus Heidingsfeld errichtet. Zunächst hängte man sie als sogenannte Schwalbennestorgel frei im Kirchenschiff auf, bevor sie 1620 auf der Westempore aufgestellt wurde.
Gleichzeitig mit der Transferierung fand eine umfassende Renovierung durch den Kitzinger Orgelbauer Martin Schonat statt. Einige Jahre später, 1685, erhielt das Instrument ein neues Werk, welches Matthias Tretzscher aus Böhmen einbaute. Zeitgleich erhielt die Kirche eine weitere Orgel, die als Chororgel im Osten aufgestellt wurde.

### Altäre
Die Altäre der Walther-Egbert-Kirche unterlagen dem größten Wandel aller Ausstattungselemente. Im Jahr 1066 ist davon auszugehen, dass insgesamt sieben Altäre im Gotteshaus aufgestellt waren. Vier davon befanden sich im Kirchenschiff, während drei den Chorbereich schmückten. In der ersten Hälfte des 16. Jahrhunderts fielen diese Altäre dem veränderten Geschmack zum Opfer und wurden durch neue, gotische ersetzt. Die Weihe dieser Altäre fand im Jahr 1540 statt.
Genauere Beschreibungen liegen dann von der nächsten Generation Altäre vor, die diesmal am Ende des 17. Jahrhunderts in barockem Stil errichtet wurden. Zunächst entstand 1694 der neue Chorhauptaltar, der viersäulig gearbeitet war und mit reichem Laub- und Fruchtgehängen verziert wurde. Zwei vollplastische Figuren des heiligen Benedikt und der Scholastika rahmten das Blatt ein. Während der Aufbau auf den Kitzinger Johann Paul Codomann zurückzuführen ist, wurde das Blatt, es zeigte das „Martyrium der Felizitas“ von Oswald Onghers gearbeitet. Der Altar kam im 18. Jahrhundert in die Kirche Maria im Weingarten in Volkach, wurde im 19. Jahrhundert allerdings eingelegt.
Zwei Jahre später, 1696, gab Abt Augustin Voit drei weitere Altäre in Auftrag. Diese sollten das Kirchenschiff schmücken. Als Meister hatte man den Mainstockheimer Johann Michael Ries gewinnen können. Die Altäre wurden mit den Blättern „Maria“, „Die heiligen drei Könige“ und der „Verklärung Christi“ verziert. Plastische Figuren rahmten die Altarblätter ein. Seit 1744 finden sich zwei der drei Altäre in der Dimbacher Kirche. Während der südliche Marienaltar nahezu unverändert blieb, tauschte man beim nördlichen Altar jedoch das Blatt aus, sodass dieser heute nicht mehr identifizierbar ist.
Die letzte Erneuerung fand im Jahr 1700 statt. Die beiden Nebenapsiden des Chores erhielten jeweils einen neuen Altar. Wiederum zeichnete Johann Michael Ries für die Ausführung verantwortlich. Die zweisäuligen Aufbauten zeigten in ihren Blättern die „Aufnahme Mariens in den Himmel und ihre Krönung“, von Oswald Onghers, und „Das Martyrium des Kilian“. Im Jahr 1745 kamen die beiden Altäre in die Sebastianskirche nach Reupelsdorf. Heute ziert eine Kopie von Georg Anton Urlaub das Blatt des Kilianaltars.